# Colin Greenwood
Colin Charles Greenwood (Oxford, 26 giugno 1969) è un polistrumentista inglese, bassista dei Radiohead.

## Biografia
È il fratello maggiore dell'altro membro della band Jonny Greenwood. Riguardo a suo fratello Jonny dice ironicamente: "Diversamente dai Gallaghers noi ci picchiamo in privato e siamo affiatati in pubblico". Al di là dell'ironia, Colin ha sempre una parola buona per suo fratello, alla domanda su come sia essere in una band con lui, egli ha risposto: "Al di là del classico aspetto fraterno, lo rispetto come persona e come musicista" [...] "È fantastico, ottimo, rende molto più facile la mia promessa per mia madre di tenerlo sempre d'occhio, avendolo vicino a me tutto il tempo. Ma comunque è molto facile accudirlo, perché si è sempre comportato molto bene." 
Durante gli studi di letteratura inglese al Peterhouse College dell'Università di Cambridge, Colin era incaricato della gestione dell'intrattenimento nel college, e grazie alla sua posizione procurò alla band molte esibizioni, facendola conoscere all'inizio. Più tardi, nel periodo in cui lavorava al negozio di musica Our Price, fu protagonista di un evento fondamentale nella carriera dei Radiohead: egli riconobbe Keith Wozencroft, rappresentante di vendita per la EMI nel negozio, e gli consegnò il demo della band; questo evento darà il via alla collaborazione fra la band e l'etichetta discografica EMI.
Nel 2004, Colin ha partecipato come giudice per il concorso New Generation Poets, sponsorizzato dalla Art Council of England.
Ha contribuito come bassista all'album del 2024 “Wild God” di Nick Cave and The Bad Seeds. Greenwood si è poi unito ai Bad Seeds nel loro tour del 2024 come turnista, in sostituzione del bassista Martyn P. Casey, assente per problemi di salute. Con i Bad Seeds aveva già suonato nel 2023, durante le date del tour americano. La collaborazione con Nick Cave inizia nel 2022, in cui partecipa al tour australiano del progetto da solisti di Nick Cave e Warren Ellis, “Carnage”.

## Vita privata
È sposato con la statunitense Molly McGrann, studiosa di critica letteraria e autrice di romanzi. La coppia ha un figlio, Jesse.